# Niltava sundara
Niltava sundara là một loài chim trong họ Muscicapidae.